# جائزة كندا الكبرى 1984
جائزة كندا الكبرى 1984 هو سباق فورمولا 1 أقيم بتاريخ 17 يونيو 1984 في حلبة جيل فيلنوف، مونتريال، كيبك، كندا. كان السابع من أصل 16 في بطولة العالم لسباقات الفورمولا واحد موسم 1984. حلّ البرازيلي نيلسون بيكيه أولا بينما جاء النمساوي نيكي لاودا في المركز الثاني وحصل على المركز الثالث الفرنسي ألن بروست.